# Lopérec
 Lopérec  (en bretón Lopereg) es una población y comuna francesa, situada en la región de Bretaña, departamento de Finisterre, en el distrito de Châteaulin y cantón de Le Faou.

## Demografía
| 1082 | 943 | 769 | 674 | 723 | 714 |
| Para los censos de 1962 a 1999 la población legal corresponde a la población sin duplicidades (Fuente: INSEE [Consultar]) |     |     |     |     |     |